# Brian Fargo
Frank Brian Fargo (nascido em 15 de dezembro de 1962) é um designer, produtor, programador e executivo de jogos eletrônicos americano, e fundador da Interplay Entertainment, inXile Entertainment e Robot Cache.
Em 2009, ele foi escolhido pela IGN como um dos 100 maiores criadores de jogos de todos os tempos.

## Biografia

### Vida pessoal
Descendente da família que criou o Banking Giants Wells Fargo e American Express, Fargo nasceu em Long Beach, Califórnia, e cresceu em Whittier e Newport Beach. O único filho de Frank Byron Fargo e Marie Curtis Fargo, ele frequentou a Corona Del Mar High School, onde participou do atletismo e desenvolveu um desejo de criar jogos eletrônicos depois que seus pais lhe compraram um computador da Apple II em 1977.
Brian Fargo escreveu seu primeiro jogo eletrônico, Labyrinth of Martagon, com seu amigo Michael Cranford enquanto ainda estava no ensino médio.  O primeiro jogo amplamente distribuído da equipe foi a aventura gráfica de texto The Demon's Forge, que Brian autopublicou e guerrilha comercializou em 1981 (e mais tarde foi relançado pela Boone Corporation). Em 1982, a revista Softline imprimiu uma carta de Fargo perguntando como os sistemas on-line armazenavam gráficos em sua aventura gráfica The Wizard and the Princess. Durante esse período, ele também escreveu jogos educacionais para o World Book Encyclopedia.

### Interplay
Em 1983, Fargo fundou a Interplay Productions antes de fechar seu primeiro contrato em 1983 com a Activision para Mindshadow, um jogo de aventura de texto gráfico para o Apple II e Commodore 64. Após o lançamento de Mindshadow, Fargo contratou um velho amigo do colégio e começou a trabalhar para criar um RPG Bard's Tale para o Apple II e C64 para uma então nova editora Electronic Arts. Fargo posteriormente co-projetou os primeiros RPGs da Interplay, incluindo o aclamado pela crítica Wasteland, onde um personagem chamado Faran Brygo é um trocadilho com seu nome.
A Interplay na época estava utilizando pequenas equipes de desenvolvimento de uma a três pessoas para produzir jogos para outras empresas publicarem, o que só permitiu que a Interplay empatasse na melhor das hipóteses. Em 1988, Fargo decidiu fazer a transição de uma casa de desenvolvimento para uma desenvolvedora/editora, adicionando os custos adicionais de produção e marketing, com o risco e a possível recompensa de publicar jogos de sucesso. O primeiro título produzido pela Interplay nessa era foi o Battle Chess desenvolvido internamente, seguido por Castles da Quicksilver Software. A empresa também estava experimentando na época novas ideias e produtos como Neuromancer, uma versão de jogo eletrônico do romance de William Gibson.
Em 1992, a Interplay contratou um velho amigo de Fargo, Allen Adham, e seu parceiro, Michael Morhaime, para criar RPM Racing. Este foi o primeiro contrato de Adham e Morhaime para produzir um jogo como Silicon & Synapse e foi uma das primeiras descobertas desse tipo para Fargo, que tinha um olho para reconhecer talentos em pequenas equipes de desenvolvimento. Adham e Morhaime eventualmente mudaram o nome de sua empresa para Blizzard Entertainment, futura desenvolvedora das franquias Warcraft, StarCraft e Diablo.
A Interplay continuou a se expandir em meados da década de 1990, adicionando títulos licenciados às suas próprias propriedades intelectuais, como Stonekeep, adquirindo direitos do Star Trek original e criando uma série de suas adaptações. Fargo também continuou a encontrar pequenos desenvolvedores talentosos projetando jogos inovadores. Um deles foi a Parallax Software, cujo jogo de demonstração eventualmente se tornou o jogo de sucesso Descent. A Parallax, mais tarde renomeada para Volition, foi eventualmente comprada pela THQ. Em 1994, a Universal/MCA comprou uma participação de 45% na Interplay, que mais tarde abriu o capital em 1998.
A Interplay cresceu para mais de 600 funcionários em seu auge em meados da década de 1990. Um dos grupos de maior sucesso dentro da Interplay foi formado durante esse período, a Black Isle. A Black Isle se concentrou em jogos de RPG e eventualmente incluiu os jogos de uma nova desenvolvedora chamada BioWare, que foi inicialmente contratada pela Interplay para fazer Shattered Steel. O próximo jogo que eles desenvolveram para a Interplay, por meio da divisão Black Isle, foi Baldur's Gate, que provou ser um grande sucesso, seguido por outros, como Icewind Dale e o aclamado Planescape: Torment.
Em 1996, a empresa expandiu novamente, adicionando uma divisão focada em jogos esportivos chamada VR Sports e comprando a Shiny Entertainment. O objetivo da Fargo na aquisição da Shiny era ajudar a Interplay na transição para o negócio de consoles, além de seus lançamentos bem-sucedidos de jogos para PC. No mesmo ano, a Computer Gaming World classificou Fargo como o terceiro "jogador da indústria" mais influente de todos os tempos, pois ele "mostrou uma visão brilhante do produto e grandes talentos empresariais".
Em 1998, a Interplay entrou com um pedido de oferta pública inicial (IPO) de ações para financiar o desenvolvimento futuro e quitar a dívida que a empresa detinha. Na época, o mercado de IPOs havia começado a desacelerar desde os anos de expansão do início e meados da década de 1990, mas a necessidade de capital levou a Fargo a registrar a oferta. O aumento da concorrência, os retornos menos do que estelares na divisão de esportes da Interplay e a falta de títulos de console forçaram a empresa a buscar financiamento adicional dois anos depois com um investimento da Titus Software, uma empresa de jogos sediada em Paris. Em 1999, o relacionamento entre Fargo e o acionista majoritário Titus se deteriorou, de acordo com Fargo, devido a uma "ideologia diferente de gestão".  Em 2000, Titus exerceu o controle majoritário da Interplay e, como resultado, Fargo renunciou ao seu cargo na empresa.
Além de seu trabalho na Interplay, Fargo também formou uma empresa de entretenimento online Engage! com o parceiro SoftBank em 1996, e fez parte do conselho da Virgin Europe em 1998.

### InXile Entertainment
Após deixar a Interplay, Fargo procurou encontrar saídas para sua motivação criativa e fundou a inXile Entertainment em 2002, uma desenvolvedora e editora de videogames que inclui muitos ex-funcionários da Interplay. O nome inXile surgiu de uma piada sobre sua carreira pós-Interplay: inicialmente, Fargo deu a si mesmo o título de "líder nd InXile" na empresa.
A InXile Entertainment lançou um novo Bard's Tale como um de seus primeiros títulos, lançado pela Vivendi Universal Games, mas obteve sucesso em uma nova categoria de jogos para download, como Line Rider e Fantastic Contraption. A empresa também desenvolveu um título importante para a Bethesda Softworks, Hunted: The Demon's Forge
Em 2012, inspirado pelo sucesso do modelo financiado por fãs da Double Fine Adventure, Fargo anunciou que tentaria financiar Wasteland 2 por fãs usando o serviço da web Kickstarter. A campanha de arrecadação de fundos do projeto atingiu sua meta de financiamento de US$ 900.000 em seu segundo dia e Fargo disse que espera que todos os seus projetos futuros envolvam o Kickstarter, pois ele "oferece todas as liberdades que um desenvolvedor espera".  A campanha do Kickstarter do Wasteland 2 terminou em 17 de abril de 2012, arrecadando um total de US$ 2.933.252, tornando-se o terceiro videogame com maior financiamento coletivo no Kickstarter até o momento, com US$ 107.152 adicionais em promessas do PayPal. A campanha do Kickstarter foi documentada no documentário Capital C. 
Em 6 de março de 2013, Fargo cumpriu sua promessa de financiar projetos futuros por meio do Kickstarter e lançou Torment: Tides of Numenera, descrito como "um CRPG baseado em história criado na tradição de Planescape: Torment e ambientado no mundo de Numenera de Monte Cook." O projeto atingiu sua meta de US$ 900.000 em apenas seis horas e quebrou o recorde do Kickstarter de projeto mais rápido a atingir US$ 1 milhão. O recorde anterior era do console de videogame Ouya, que atingiu US$ 1 milhão em 8 horas e 22 minutos; Torment atingiu esse valor em menos de sete horas.
Em maio de 2015, Fargo revelou The Bard's Tale IV e suas intenções de lançar um Kickstarter para ele em 2 de junho de 2015. É uma continuação direta dessa história dos jogos anteriores de The Bard's Tale. O Kickstarter foi concluído em 10 de julho de 2015 com um total de promessas finais de US$ 1.519.681 e 33.741 apoiadores.
Em março de 2017, Fargo anunciou seus planos de se aposentar da inXile após o lançamento de Wasteland 3. No entanto, em novembro de 2018, a Microsoft Studios anunciou sua intenção de comprar a inXile e tornar o estúdio uma subsidiária. Como isso forneceria ao estúdio significativamente mais recursos, Fargo declarou que não planeja mais se aposentar, mas continuará a liderar a empresa.

### Robot Cache
Fargo anunciou a fundação do Robot Cache, uma nova loja de jogos digitais para jogos de computador pessoal com previsão de lançamento no segundo trimestre de 2018. O Robot Cache entregará jogos por meio de blockchains que podem ser descriptografados ou recriptografados por meio do serviço; isso efetivamente permitirá que os jogadores comprem e vendam jogos digitais sem que os editores temam que o proprietário original possa reter uma cópia após a venda. Isso permite que o serviço garanta que uma porcentagem maior de cada venda de jogo retorne ao editor; os editores devem receber 95% das vendas de jogos originais e 70% das vendas de jogos usados. Embora o site aceite formas normais de pagamento, ele também usará uma nova criptomoeda chamada Iron, que os usuários receberão ao revender jogos e pode ser aplicada na compra de jogos novos ou usados.

### Outros
Fargo foi um membro fundador do conselho consultivo da Fig, uma plataforma mista de investimento/financiamento coletivo, desde seu lançamento em dezembro de 2015. Como parte de seu envolvimento, ele usou a Fig para financiar coletivamente o desenvolvimento do Wasteland 3. Com a compra da inXile pela Microsoft Studios, Fargo planeja permanecer no conselho para ajudar a determinar quais jogos a Fig deve oferecer suporte, mas, de outra forma, não planeja usar a Fig para financiamento.

## Jogos
| Ano  | Titulo                                                          | Papel                                  |
| ---- | --------------------------------------------------------------- | -------------------------------------- |
| 1981 | The Demon's Forge                                               | Designer, programador, escrito         |
| 1985 | Tales of the Unknown: Volume I - The Bard's Tale                | Escrito                                |
| 1985 | Borrowed Time                                                   | Escrito                                |
| 1986 | The Bard's Tale II: The Destiny Knight                          | Escrito                                |
| 1986 | Tass Times in Tonetown                                          | Diretor                                |
| 1988 | The Bard's Tale III: Thief of Fate                              | Diretor                                |
| 1988 | Battle Chess                                                    | Produtor, diretor                      |
| 1988 | Wasteland                                                       | Diretor                                |
| 1989 | Dragon Wars                                                     | Produtor                               |
| 1989 | Neuromancer                                                     | Designer, diretor                      |
| 1990 | The Adventures of Rad Gravity                                   | Designer, programador                  |
| 1990 | Total Recall                                                    | Programador                            |
| 1990 | Battle Chess II: Chinese Chess                                  | Produtor                               |
| 1990 | Swords and Serpents                                             | Produtor                               |
| 1990 | J.R.R. Tolkien's The Lord of the Rings, Vol. I                  | Produtor executivo                     |
| 1991 | J.R.R. Tolkien's The Lord of the Rings, Vol. II: The Two Towers | Produtor executivo                     |
| 1991 | Castles                                                         | Designer, produtor                     |
| 1991 | Track Meet                                                      | Designer, produtor                     |
| 1992 | Castles: The Northern Campaign                                  | Produtor executivo                     |
| 1992 | The Bard's Tale Construction Set                                | Produtor executivo                     |
| 1992 | Battle Chess 4000                                               | Produtor executivo                     |
| 1992 | Star Trek: 25th Anniversary                                     | Produtor executivo                     |
| 1992 | The Lost Vikings                                                | Produtor executivo                     |
| 1992 | Mario Teaches Typing                                            | Produtor executivo                     |
| 1992 | Castles II: Siege and Conquest                                  | Produtor executivo                     |
| 1993 | ClayFighter                                                     | Produtor executivo                     |
| 1993 | Claymates                                                       | Produtor executivo                     |
| 1993 | Rags to Riches: The Financial Market Simulation                 | Produtor executivo                     |
| 1993 | RoboCop Versus The Terminator                                   | Produtor executivo                     |
| 1993 | Rock 'n Roll Racing                                             | Produtor executivo                     |
| 1993 | SimCity Enhanced CD-ROM                                         | Produtor executivo                     |
| 1993 | Star Trek: Judgment Rites                                       | Produtor executivo                     |
| 1993 | Interplay's 10 Year Anthology                                   | Produtor executivo                     |
| 1993 | Buzz Aldrin's Race into Space                                   | Produtor executivo                     |
| 1994 | ClayFighter 2: Judgment Clay                                    | Produtor executivo                     |
| 1994 | Heart of the Alien                                              | Produtor executivo                     |
| 1994 | Out of This World                                               | Produtor executivo                     |
| 1995 | Mario's Game Gallery                                            | Produtor executivo                     |
| 1995 | Stonekeep                                                       | Produtor executivo                     |
| 1996 | Blood & Magic                                                   | Produtor executivo                     |
| 1997 | Fallout                                                         | Produtor executivo                     |
| 1997 | Star Trek: Starfleet Academy                                    | Diretor (líder do projeto)             |
| 1998 | Of Light and Darkness: The Prophecy                             | Produtor executivo                     |
| 1998 | Fallout 2                                                       | Produtor executivo                     |
| 2000 | Wild Wild Racing                                                | Produtor executivo                     |
| 2004 | The Bard's Tale                                                 | Designer, produtor executivo, escritor |
| 2007 | Line Rider                                                      | Produtor executivo                     |
| 2011 | Hunted: The Demon's Forge                                       | Produtor executivo, escritor           |
| 2014 | Wasteland 2                                                     | Produtor executivo                     |
| 2017 | Torment: Tides of Numenera                                      | Produtor executivo                     |
| 2018 | The Bard's Tale IV: Barrows Deep                                | Produtor executivo                     |
| 2020 | Wasteland 3                                                     | Chefe de estúdio                       |